# NGC 576
NGC 576 je galaksija u zviježđu Feniks.

## Vanjske poveznice
- SEDS: NGC 0576